# NGC 4064
NGC 4064 ist eine Balken-Spiralgalaxie vom Hubble-Typ SBa und liegt im Sternbild Haar der Berenike am Nordsternhimmel. Sie ist schätzungsweise 39 Millionen Lichtjahre von der Milchstraße entfernt und hat einen Durchmesser von etwa 55.000 Lichtjahren.

Im selben Himmelsareal befinden sich die Galaxien NGC 4110, NGC 4040, NGC 4048, NGC 4049.
Das Objekt wurde a 29. Dezember 1861 von Heinrich Louis d’Arrest entdeckt.